# Ígor Sálov
Ígor Nikoláyevich Sálov –en ruso, Игорь Николаевич Салов – (Rostov del Don, URSS, 24 de marzo de 1983) es un deportista ruso que compitió en remo.
Ganó una medalla de oro en el Campeonato Europeo de Remo de 2011, en la prueba de cuatro scull. Participó en los Juegos Olímpicos de Pekín 2008, ocupando el séptimo lugar en la misma prueba.

## Palmarés internacional
| Campeonato Europeo | Campeonato Europeo | Campeonato Europeo | Campeonato Europeo |
| Año                | Lugar              | Medalla            | Prueba             |
| ------------------ | ------------------ | ------------------ | ------------------ |
| 2011               | Plovdiv (Bulgaria) | Medalla de oro     | Cuatro scull       |